# Pretty Little Liars/Episodenliste

Logo zur Serie

Diese Episodenliste enthält alle Episoden der US-amerikanischen Mysteryserie Pretty Little Liars, sortiert nach ihrer US-amerikanischen Erstausstrahlung. Die Fernsehserie umfasst sieben Staffeln mit 160 Episoden. Ihre Premiere hatte die Serie am 8. Juni 2010 auf dem Fernsehsender ABC Family, während die deutschsprachige Erstausstrahlung am 8. Mai 2012 bei Glitz* stattfand.

## Übersicht
| Staffel | Episodenanzahl | Erstausstrahlung USA | Erstausstrahlung USA | Deutschsprachige Erstausstrahlung | Deutschsprachige Erstausstrahlung |
| Staffel | Episodenanzahl | Staffelpremiere      | Staffelfinale        | Staffelpremiere                   | Staffelfinale                     |
| ------- | -------------- | -------------------- | -------------------- | --------------------------------- | --------------------------------- |
| 1       | 22             | 8. Juni 2010         | 21. März 2011        | 8. Mai 2012                       | 2. Oktober 2012                   |
| 2       | 25             | 14. Juni 2011        | 19. März 2012        | 12. März 2013                     | 27. August 2013                   |
| 3       | 24             | 5. Juni 2012         | 19. März 2013        | 3. September 2013                 | 19. November 2013                 |
| 4       | 24             | 11. Juni 2013        | 18. März 2014        | 3. Dezember 2013                  | 13. Mai 2014                      |
| 5       | 25             | 10. Juni 2014        | 24. März 2015        | 13. Januar 2015                   | 30. Juni 2015                     |
| 6       | 20             | 2. Juni 2015         | 15. März 2016        | 12. Januar 2016                   | 24. Mai 2016                      |
| 7       | 20             | 21. Juni 2016        | 27. Juni 2017        | 21. Dezember 2016                 | 6. August 2017                    |

## Staffel 1
Die Erstausstrahlung der ersten Staffel war vom 8. Juni 2010 bis zum 21. März 2011 auf dem US-amerikanischen Kabelsender ABC Family zu sehen. Die deutschsprachige Erstausstrahlung sendete der deutsche Bezahlfernsehsender Glitz* vom 8. Mai bis zum 2. Oktober 2012.
| Nr. (ges.) | Nr. (St.) | Deutscher Titel                   | Originaltitel                                 | Erstausstrahlung USA | Deutschsprachige Erstausstrahlung (D) | Regie               | Drehbuch                             | Zuschauer (USA) |
| --- | --------- | --------------------------------- | --------------------------------------------- | -------------------- | ------------------------------------- | ------------------- | ------------------------------------ | --------------- |
| 1 | 1         | Wie alles begann                  | Pilot                                         | 8. Juni 2010         | 8. Mai 2012                           | Lesli Linka Glatter | I. Marlene King                      | 2,47 Mio.       |
| Die fünf Freundinnen Alison DiLaurentis, Aria Montgomery, Emily Fields, Hanna Marin und Spencer Hastings veranstalten zusammen eine nächtliche Pyjamaparty, als Alison spurlos verschwindet. Ein Jahr später sind die verbliebenen vier getrennte Wege gegangen. Aria ist gerade aus Island zurückgekehrt, wo sie das letzte Jahr mit ihrer Familie verbracht hatte. Sie kann ihrem Vater eine Affäre – von der nur sie weiß – mit einer seiner Studentinnen nicht verzeihen. In einer Bar lernt sie Ezra Fitz kennen, wobei die beiden sich schnell näher kommen; allerdings stellt er sich am nächsten Tag als ihr Englischlehrer heraus. Hanna ist derweilen das neue It-Girl der Schule und betreibt zusammen mit Mona Ladendiebstähle, was sie schließlich in Schwierigkeiten bringt und ihre Mutter dazu zwingt, mit Detective Darren Wilden zu schlafen. Spencer hat sich seit damals noch mehr auf ihre Schule konzentriert und Gefühle für Wren, den Verlobten ihrer Schwester, entwickelt, während sich Emily schnell mit Maya St. Germain anfreundet, die kürzlich in Alisons Haus eingezogen ist. Schon bald erhalten die vier Mädchen mysteriöse Nachrichten von einer Person namens „A“, die alle ihre Geheimnisse zu kennen weiß. Sie glauben aus diesem Grund, „A“ sei Alison, bis kurz darauf Alisons Leiche im Garten von Mayas Haus gefunden wird. Auf der Trauerfeier taucht ebenfalls Jenna – eine Mitschülerin, die durch einen Unfall, erblindet ist – auf. Nach der Trauerfeier erhalten sie eine weitere Nachricht von „A“: Ich bin immer noch da, ihr Schlampen. Und ich weiß alles. |           |                                   |                                               |                      |                                       |                     |                                      |                 |
| 2 | 2         | Die Sache mit Jenna               | The Jenna Thing                               | 15. Juni 2010        | 15. Mai 2012                          | Liz Friedlander     | I. Marlene King                      | 2,48 Mio.       |
| Am Abend nach der Trauerfeier treffen sich die Mädchen, um mit dem Tod ihrer Freundin Alison umzugehen. Am nächsten Tag besucht Jenna wieder die Schule, wodurch die Mädchen an dem Unfall von Jenna erinnert werden. So wird durch eine Rückblende gezeigt, wie sie damals zusammen mit Alison Etwas in die Garage von Jennas Stiefbruder Toby geworfen haben, dabei aber nicht bemerkten, dass Jenna sich im Inneren aufhielt. Durch einen grellen Lichtblitz ist Jenna erblindet und im Anschluss daran weggezogen. Derweilen bittet Aria um eine Versetzung von Ezras Klasse, jedoch wird ihr Antrag abgelehnt. Später kommen sich die beiden in seinem Auto näher. Ihr Vater versucht deren Differenzen mit Erfolg zu klären. Nachdem Melissa einen Kuss zwischen Spencer und Wren mitangesehen hat, löst diese ihre Verlobung mit Wren. Detective Wilden lässt die Mädchen – vor allem Hanna und ihre Mutter – derweilen nicht in Ruhe und beginnt mit seinen Ermittlungen an dem Mord von Alison. Da Mayas Haus durch den Leichenfund zu einem Tatort und einer Gedenkstätte an Alison geworden ist, zieht diese für einige Tage bei Emily ein. Dabei entwickelt Emily mehr als nur Freundschaft für Maya, wodurch sie sich allerdings schuldig fühlt, da sie einen Freund names Ben hat. |           |                                   |                                               |                      |                                       |                     |                                      |                 |
| 3 | 3         | Wer die Nachtigall stört          | To Kill a Mocking Girl                        | 22. Juni 2010        | 22. Mai 2012                          | Elodie Keene        | Oliver Goldstick                     | 2,74 Mio.       |
| Eigentlich wollen die Mädchen zu Ehren von Alison im Wald eine Art Abschiedszeremonie veranstalten, jedoch erhalten sie auf dem Weg weitere mysteriöse Botschaften. Nach Jenna kehrt auch ihr Stiefbruder Toby nach Rosewood zurück, der damals die Schuld an Jennas Unfall auf sich genommen hat. Meredith – mit der Arias Vater die Affäre hatte – versucht erneut Kontakt zu ihm aufzubauen, was Aria verhindern möchte. Nach der Trennung von Wren steht Melissa Spencer feindselig gegenüber und beachtet ihre und Wrens Erklärungen nicht. Da sie unter Zeitdruck steht, kopiert Spencer ein altes Essay ihrer Schwester und gibt es als ihr eigenes ab. Durch Emilys Gefühle für Maya, hält sie ihren Freund auf Abstand. Infolgedessen belästigt er Emily in der Mädchenumkleidekabine, wird allerdings von Toby gestoppt. Schließlich trennt sich Emily von Ben und geht anschließend mit Maya zu Noel Kahns Party, auf der sich die beiden zum ersten Mal küssen. Hanna versucht auf der gleichen Party ihren Freund Sean dazu zu bringen mit ihr zu schlafen. Dieser weist sie aber zurück. |           |                                   |                                               |                      |                                       |                     |                                      |                 |
| 4 | 4         | Wer nicht hören will, muss fühlen | Can You Hear Me Now?                          | 29. Juni 2010        | 29. Mai 2012                          | Norman Buckley      | Joseph Dougherty                     | 2,08 Mio.       |
| Die Mädchen sperren alle eingehenden Mitteilungen und E-Mails von fremden Nummern, um „A“ auszusperren. Doch „A“ findet daraufhin andere Wege, ihnen das Leben schwer zu machen. Hanna trifft sich nach längerer Zeit wieder mit ihrem Vater zum Essen, wobei er ihr seine neue Verlobte Isabel und ihre Tochter Kate vorstellt. Nach einem Gespräch mit Ezra, versucht Aria ihrer Mutter von der Affäre ihres Vaters zu erzählen, allerdings hat „A“ das bereits für sie übernommen. Emily hat immer noch Probleme mit ihren Gefühlen für Maya klarzukommen, was durch „A“ noch verschlimmert wird. Unterdessen wird Spencers Essay, das sie von Melissa kopiert hatte, für die goldene Orchidee – einen renommierten Preis für historische Literatur – eingereicht. Schließlich stellt sich heraus, dass man „A“ nicht so einfach aufhalten kann, als sie in Spencers Haus eingebrochen ist und ihnen dort auf einem Spiegel eine unmissverständliche Nachricht hinterlassen hat. |           |                                   |                                               |                      |                                       |                     |                                      |                 |
| 5 | 5         | Wahrheit tut weh!                 | Reality Bites Me                              | 6. Juli 2010         | 5. Juni 2012                          | Wendey Stanzler     | Bryan M. Holdman                     | 2,62 Mio.       |
| Nachdem die Affäre von Arias Vater herausgekommen ist, versucht die ganze Familie diese zu verarbeiten. Aus diesem Grund besucht Aria zusammen mit Ezra eine seiner Lesungen, bei der auch ein alter College-Kumpel von ihm namens Hardy anwesend ist. Hardy merkt schnell, dass zwischen seinem Freund und Aria etwas läuft. Trotzdem verbringen die beiden die Nacht zusammen. Als Aria am nächsten Morgen ihr Handy bei Ezra vergisst, liest dieser eine Nachricht von „A“ und macht Schluss mit ihr, da er glaubt, sie habe jemanden von ihrer Beziehung erzählt. Unterdessen muss Hanna in der Zahnarztpraxis von Seans Mutter arbeiten, um ihren verursachten Schaden an Seans Auto bezahlen zu können. Sie trifft dort auf Jenna, die einen Psychotherapeuten besucht hat und den gleichen Lippenstift trägt, mit dem die Nachricht auf Spencers Spiegel geschrieben wurde. Währenddessen spielen Spencer und ihr Vater gegen einen möglichen neuen Klienten und seine Tochter im Country Club ein Tennis-Doppel, das sie absichtlich verlieren. Emily freundet sich unerwarteterweise mit Toby an, was sie aber vor ihren Freundinnen geheim hält. |           |                                   |                                               |                      |                                       |                     |                                      |                 |
| 6 | 6         | Ballgeflüster                     | There’s No Place Like Homecoming              | 13. Juli 2010        | 12. Juni 2012                         | Norman Buckley      | Maya Goldsmith                       | 2,69 Mio.       |
| Der Homecoming-Ball steht bevor und die Mädchen wollen, um etwas Ablenkung zu bekommen, daran teilnehmen, bis sie eine neue Nachricht von „A“ erhalten, in der sie ankündigt, dass sie ebenfalls auf dem Ball sein wird. Während Aria alleine geht, kommt Hanna mit Sean, Spencer mit Alex, einem Jungen aus dem Tennisclub, und Emily mit Toby, was ihren Freundinnen jedoch missfällt. Auch Maya ist auf dem Ball, da sie von Hanna, die von dem Kuss zwischen ihr und Emily weiß, eingeladen wurde. Auf dem Ball trifft Aria Ezra, der ihr zwar glaubt, dass sie keinem von ihrer Affäre erzählt hat, sich aber eine gemeinsame Zukunft nicht vorstellen kann. Als Hanna währenddessen versucht Jennas Akte vom Psychotherapeuten zu stehlen, findet sie stattdessen die Akte von Toby. Durch diese Akte erfahren sie, dass Toby vor Jennas Unfall mit ihr eine Beziehung führte, obwohl sie seine Halbschwester ist. Da Alison davon wusste, erpresste sie ihn damit. Sie schlussfolgern, dass Toby deshalb ein Motiv hätte, sie alle zu hassen. |           |                                   |                                               |                      |                                       |                     |                                      |                 |
| 7 | 7         | Katerstimmung                     | The Homecoming Hangover                       | 20. Juli 2010        | 19. Juni 2012                         | Chris Grismer       | Tamar Laddy                          | 2,55 Mio.       |
| Nachdem Toby Emily am Abend des Balls in ein Krankenhaus gebracht hat und anschließend verschwand, berichten die anderen Mädchen Emily von ihren Erkenntnissen über Toby. Hanna und Sean versuchen nach dem Streit vom Ball erneut zusammenzukommen, obwohl sie sich inzwischen mehr für Lucas interessiert. Arias Bruder Mike kommt mit der Trennung seiner Eltern nicht klar und fängt deshalb in der Schule eine Schlägerei an. Währenddessen versucht Emily sich mit Maya zu verabreden und Spencer verbringt mit Alex einen schönen Tag in der Küche des Country Clubs. Schließlich wird Tobys beschädigtes Motorrad gefunden und „A“ bedankt sich bei Emily, dass sie Toby für ihn aus dem Weg geschafft hat. |           |                                   |                                               |                      |                                       |                     |                                      |                 |
| 8 | 8         | Vergesst mich nicht               | Please, Do Talk About Me When I’m Gone        | 27. Juli 2010        | 26. Juni 2012                         | Arlene Sanford      | Joseph Dougherty                     | 2,52 Mio.       |
| Die Mädchen planen eine Gedenkfeier für Alison, zu der auch Alisons älterer Bruder Jason kommt. Aria lässt sich von Hanna zu einem Doppeldate mit Sean und Noel Kahn überreden, bei dem sich die beiden näher kommen. Emily lädt Maya zu einem Date ins Kino ein, wo sie sich leidenschaftlich küssen. Durch Geldprobleme wird Hannas Kreditkarte unterdessen eingezogen, sodass sie ein paar ihrer Taschen – mit der Hilfe von Lucas – über das Internet versteigert. Jason beschwert sich derweilen bei Detective Wilden über die bisherigen Ermittlungsergebnisse, woraufhin dieser erwähnt, dass Alison in der Nacht ihres Todes von Toby angerufen worden sei. Bei der Gedenkfeier halten die Mädchen und Jenna jeweils eine Rede. In der Nacht nach der Feier wird Alisons Gedenkstätte im Park von einem Unbekannten zerstört. |           |                                   |                                               |                      |                                       |                     |                                      |                 |
| 9 | 9         | Große Erwartungen                 | The Perfect Storm                             | 3. Aug. 2010         | 3. Juli 2012                          | Jamie Babbit        | Oliver Goldstick                     | 2,55 Mio.       |
| Gerade als die Mädchen in der Schule den SAT-Test schreiben sollen, zieht ein heftiger Sturm über Rosewood hinweg, sodass keiner das Schulgebäude verlassen darf und der Test abgesagt wird. Als Noel Aria um ein Date bittet, taucht Ezra wieder auf. Detective Wilden findet in Emilys Tasche ein paar Statuen von Alisons Gedenkstätte und einen Brief von Emily an Alison, woraufhin er Emily der Zerstörung von Alisons Gedenkstätte und des Mordes an ihr beschuldigt. Dabei kommt heraus, dass Emily Gefühle für Alison hatte, sie diese aber nicht erwiderte. Spencer erfährt von ihrer Mutter, dass diese vor einiger Zeit heimlich einen Tumor aus ihrer Brust entfernen ließ. Schließlich versucht Lucas Hanna etwas Wichtiges zu sagen. Dabei sieht man seine dreckigen Schuhe, wodurch angedeutet wird, dass er Alisons Gedenkstätte zerstört hat. |           |                                   |                                               |                      |                                       |                     |                                      |                 |
| 10 | 10        | Beste Freundinnen                 | Keep Your Friends Close                       | 10. Aug. 2010        | 10. Juli 2012                         | Ron Lagomarsino     | I. Marlene King                      | 3,07 Mio.       |
| Die vier Mädchen werden von Hannas bester Freundin Mona Vanderwaal zu ihrer Geburtstagsparty eingeladen. Kurz darauf bekommen die Mädchen eine Nachricht von „A“, dass diese auch anwesend sein wird. Um „A“ zu entlarven, entschließen sie sich daran teilzunehmen, was dadurch erschwert wird, dass Mona eine Nachricht von „A“ erhält, wonach Hanna sich ihr Fett absaugen gelassen hätte. Das stimmt jedoch nicht. Sie kündigt Hanna die Freundschaft und lädt sie wieder von ihrer Geburtstagsparty aus. Hanna schleicht sich daraufhin auf das Party, um „A“ zu enttarnen. Zeitgleich findet Emily die Wahrheit über Toby heraus: dass er Alison nicht getötet hat. Er wird von der Polizei gefunden, da Jenna ihn verraten hat. Hanna kann „A“ identifizieren und sieht außerdem Aria und Ezra zusammen. So erfährt sie von deren Beziehung. Als sie ihren Freundinnen erzählen will, wer „A“ ist, wird sie von angefahren, weil sie zu viel wusste. |           |                                   |                                               |                      |                                       |                     |                                      |                 |
| 11 | 11        | Kurze Zeit später                 | Moments Later                                 | 3. Jan. 2011         | 17. Juli 2012                         | Norman Buckley      | Joseph Dougherty                     | 4,22 Mio.       |
| Nachdem sie von „A“ angefahren wurde, liegt Hanna im Krankenhaus. Sie identifiziert Noel Kahn als „A“, da sie ihn beobachtet hatte, wie er auf Ezras Auto eine Botschaft hinterließ. So erfahren auch die anderen Mädchen von Arias Beziehung zu Ezra. Hanna bekommt zeitgleich eine Halluzination von Alison. Emily erzählt ihren Eltern, dass sie lesbisch sei. Ihre Mutter weiß das bereits, weil „A“ ihr Fotos geschickt hat, auf denen Emily Maya küsst. Schließlich entdeckt Hanna auf ihrem Gips eine Nachricht von „A“. Ihr wird klar, dass sie jederzeit in ihrem Zimmer gewesen sein könnte. |           |                                   |                                               |                      |                                       |                     |                                      |                 |
| 12 | 12        | Salz in die Wunde                 | Salt Meets Wound                              | 10. Jan. 2011        | 24. Juli 2012                         | Norman Buckley      | Oliver Goldstick                     | 3,21 Mio.       |
| Hanna kehrt aus dem Krankenhaus nach Hause zurück. Als sie versucht, etwas im Regal zu erreichen, fällt eine Box mit Geld heraus. Hanna konfrontiert ihre Mutter. Diese bezeichnet das Geldbündel als eine Art „Vorschuss“. Unterdessen überzeugt Emily ihre Eltern, Maya zum Abendessen einzuladen, sodass sie ihre Freundin besser kennenlernen können. Spencer macht mit Alex rum, bis ihre Mutter Veronica auftaucht. Die beiden machen am Ende der Folge miteinander Schluss. Aria informiert Ezra darüber, dass Noel die Nachricht auf dem Auto hinterlassen hat. Nach dem Unterricht erpresst Noel Fitz mit seinem Wissen über die Beziehung zu Aria, um eine 1 zu bekommen. Zur selben Zeit plant Mona eine „Welcome home“-Party für Hanna, als Entschuldigung für ihr harsches Auftreten ihr gegenüber vor der Geburtstagsfeier, auf der es zu mehreren Zwischenfällen kommt. „A“ stiehlt während der Party Ashleys Geld und Toby wird mit einer Fußfessel aus dem Gefängnis entlassen. |           |                                   |                                               |                      |                                       |                     |                                      |                 |
| 13 | 13        | Freund oder Feind?                | Know Your Frenemies                           | 17. Jan. 2011        | 31. Juli 2012                         | Ron Lagomarsino     | I. Marlene King                      | 2,99 Mio.       |
| Während der Nacht belauscht Spencer ihre Schwester und Ian. Am nächsten Morgen entdeckt sie einen Kofferanhänger an Ians Koffer vom selben Hotel, in dem sich Alison an dem Wochenende aufhielt, bevor sie verschwand. Spencer vermutet, dass Alison mit Ian zusammen in dem Country-Club war. Die Mädchen überlegen, welchen Grund Ian hätte, Alison zu töten. Melissa erzählt ihrer Schwester, dass sie schwanger sei. Arias Vater eröffnet seinen Kindern beim Frühstück, dass deren Mutter andere Männer dated. Mike informiert seine Familie darüber, dass Noel erzählt hat, dass Ezra mit einer Schülerin schlafe. Daraufhin fährt Aria zu Fitz und erzählt ihm davon. Noel versucht weiter Ezra zu erpressen. Die Security entdeckt dann durch „A“ platzierte gestohlene Testantworten in seinem Spint. Um das Geld ihrer Mutter zurückzubekommen, muss Hanna den Anweisungen „A“s folgen. Sie soll eine Bestellung für „Fette Hanna“ beim Bäcker abholen. Dabei erinnert sie sich, wie Alison sie früher wegen ihres Übergewichtes gehänselt hat. Hanna gibt ihrer Mutter das Geld zurück, dass sie „gewonnen“ hat. Pam, die zuvor Maya durch ihr intolerantes Verhalten vertrieben hat, entdeckt in ihrer zurückgelassenen Tasche Drogen. Daraufhin wird Maya in ein Rehabilitationscamp geschickt. Spencer geht auf Tobi zu und unterhält sich mit ihm. |           |                                   |                                               |                      |                                       |                     |                                      |                 |
| 14 | 14        | Damenwahl                         | Careful What U Wish 4                         | 24. Jan. 2011        | 7. Aug. 2012                          | Norman Buckley      | Tamar Laddy                          | 3,17 Mio.       |
| Die Mädchen untersuchen „A“s Video, das die letzten Momente vor Alisons Verschwinden dokumentiert. Es zeigt sich, dass Alison mit Ian zusammen am „Kissing Rock“ war. Sie wollen das Video der Polizei übergeben um Toby vor einer Inhaftierung zu schützen. Sie fragen sich jedoch, warum „A“ ihnen das Tape übergeben hat. Um die Finanzkrise von Hanna und ihrer Mutter zu beenden, sucht die Blondine nach einem Job und findet heraus, dass ihre Mutter hohe Schulden hat. „A“ bietet Hanna zeitgleich per Kurznachricht Geld für einen Auftrag an. Ella versucht unterdessen Arias literarisches Vorbild mit Ezra zu verkuppeln und bietet ihr einen Gastdozenten Lehrstuhl in Fitz’ Klasse an. Emily nimmt Calebs Hilfe in Anspruch, um mit Maya im Camp telefonieren zu können. Während des Mittagessens stellen die Mädchen fest, dass Spencers Laptop verschwunden ist, auf dem sich der Film für die Polizei befand. Sie verdächtigen sofort Ian, da er in seiner Funktion als Coach Zugang zu den Umkleidekabinen hat. Während der Tanzveranstaltung an der Schule, soll Hanna mit Lucas tanzen, um Geld von „A“ zu erhalten. Nach der Schulveranstaltung wollen alle bei Spencer übernachten, wo sie den Laptop wiederfinden. Das Video ist gelöscht. Stattdessen finden sie ein Foto von Ali, das ganz offensichtlich aus dem DiLaurentis Haus aufgenommen wurde. Hinter ihr ist ein Schatten zu sehen und Spencer scheint zu ahnen, wer die Person ist… |           |                                   |                                               |                      |                                       |                     |                                      |                 |
| 15 | 15        | Belüge deinen Nächsten            | If at First You Don’t Succeed, Lie, Lie Again | 31. Jan. 2011        | 14. Aug. 2012                         | Ron Lagomarsino     | Maya Goldsmith                       | 3,19 Mio.       |
| Die 4 sind sich sicher, dass das Foto aus Alis Schlafzimmer aufgenommen wurde. Sie vermuten, dass es ihr Bruder Jason gewesen sein könnte. Spencer bietet an, sich mit ihm zu unterhalten. Hanna packt ihr "erarbeitetes" Geld zu dem ihrer Mutter, die inzwischen befürchtet für ihren "Vorschuss" entlassen zu werden. Unterdessen kehrt Emily zurück zum Schwimmtraining. Dort wird sie jedoch nicht nur mit Begeisterung wieder aufgenommen... Unterdessen planen Aria und Ezra ein Date auf einer Museums-Gala. Hanna soll Ella ein Ticket zuspielen, um den Rest des gestohlenen Geldes wiederzubekommen. Auf diese Weise soll Arias Mutter von ihrer Beziehung erfahren. Während des Nachsitzens kommen sich Hanna und Caleb näher. Er sorgt dafür, dass Ella nicht an der Gala teilnehmen kann, indem er ihr Auto manipuliert. Stattdessen verbringt sie den Abend mit Byron. Zur selben Zeit starten Aria und Ezra ihr erstes Date in einer Stretchlimo. Sie verbringen einen wunderbaren Abend und küssen sich öffentlich. Jason DiLaurentis ist zwischenzeitlich auf Spencer zugegangen, um ihr zu bestätigen, dass das Foto von Alison echt ist. Er ist sich jedoch nicht sicher, ob er oder Ian das Bild aufgenommen hat – während dieses Sommers waren sie größtenteils stoned. Spencer vertraut den anderen Mädchen an, dass sie der Schatten auf dem Bild aus der Nacht von Alis Verschwinden ist. Sie war ihr nach einem Streit gefolgt. |           |                                   |                                               |                      |                                       |                     |                                      |                 |
| 16 | 16        | Französisch für Fortgeschrittene  | Je Suis Une Amie                              | 7. Feb. 2011         | 21. Aug. 2012                         | Chris Grismer       | Bryan M. Holdman                     | 3,14 Mio.       |
| Bei einem Wettkampf schwimmt Emily in der zweiten Runde gegen Paige. Beide kämpfen um die Startposition beim großen Schwimmwettkampf. Aria will derweil unbedingt mehr über Ellas Eintrittskarten für die Museumseröffnung erfahren, während Hanna Caleb noch einen Gefallen schuldet. Spencer erklärt sich bereit, Toby Nachhilfe in Französisch zu geben, um so neue Antworten zu erhalten. |           |                                   |                                               |                      |                                       |                     |                                      |                 |
| 17 | 17        | Der schöne Schein                 | The New Normal                                | 14. Feb. 2011        | 28. Aug. 2012                         | Michael Grossman    | Joseph Dougherty                     | 2,35 Mio.       |
| Der Elternabend der Schule steht an, was bedeutet, dass Arias Vater bald ihrem Lehrer Ezra Angesicht zu Angesicht gegenübersitzen wird. Toby und Spencer kommen sich indes langsam näher. Auch die anderen Lügnerinnen haben so ihre Probleme, unter anderem Hannas Mutter, die in der Bank Besuch von Mrs. Potters Neffen bekommt. Sicher ist nur, dass „A“ zu alledem eine Meinung hat und auch gerne kundtut. |           |                                   |                                               |                      |                                       |                     |                                      |                 |
| 18 | 18        | Die böse Saat                     | The Badass Seed                               | 21. Feb. 2011        | 4. Sep. 2012                          | Paul Lazarus        | Oliver Goldstick & Francesca Rollins | 2,90 Mio.       |
| Aria, Emily, Hanna und Spencer fragen sich langsam, welche Gestalt das wahre Böse eigentlich annehmen kann. Täglich werden ihre Angst und ihr Misstrauen größer. Doch das normale Leben muss weitergehen, und so beschließt Aria, dass die Schulaufführung die perfekte Gelegenheit sei, Ezra näherzukommen. Doch was passiert, wenn ihr Vorhaben scheitert und die geheime Beziehung in Gefahr bringt? |           |                                   |                                               |                      |                                       |                     |                                      |                 |
| 19 | 19        | Es wird kälter                    | A Person of Interest                          | 28. Feb. 2011        | 11. Sep. 2012                         | Ron Lagomarsino     | I. Marlene King & Jonell Lennon      | 2,69 Mio.       |
| Die Polizei hat eine interessante Entdeckung gemacht und wendet sich an Aria, Emily, Hanna und Spencer. Wie können sich die Mädchen nur so getäuscht haben, wenn doch alle Indizien auf Ian hinweisen. Oder spielt „A“ schon wieder mit ihnen? Die Polizei möchte Antworten von den vier Teenagern. Als Spencer später nach Hause kommt, sind die Ordnungshüter schon zur Stelle. |           |                                   |                                               |                      |                                       |                     |                                      |                 |
| 20 | 20        | 2-1-4                             | Someone to Watch Over Me                      | 7. März 2011         | 18. Sep. 2012                         | Arlene Sanford      | Joseph Dougherty                     | 2,95 Mio.       |
| 21 | 21        | Monster wohin man sieht           | Monsters in the End                           | 14. März 2011        | 25. Sep. 2012                         | Chris Grismer       | Oliver Goldstick                     | 2,94 Mio.       |
| 22 | 22        | Wem die Stunde schlägt            | For Whom the Bell Tolls                       | 21. März 2011        | 2. Okt. 2012                          | Lesli Linka Glatter | I. Marlene King                      | 3,64 Mio.       |

## Staffel 2
Die Erstausstrahlung der zweiten Staffel war vom 14. Juni 2011 bis zum 19. März 2012 auf dem US-amerikanischen Kabelsender ABC Family zu sehen. Die deutschsprachige Erstausstrahlung sendete der deutsche Bezahlfernsehsender Glitz* vom 12. März bis zum 27. August 2013.
| Nr. (ges.) | Nr. (St.) | Deutscher Titel             | Originaltitel                          | Erstausstrahlung USA | Deutschsprachige Erstausstrahlung (D) | Regie               | Drehbuch                             | Zuschauer (USA) |
| ---------- | --------- | --------------------------- | -------------------------------------- | -------------------- | ------------------------------------- | ------------------- | ------------------------------------ | --------------- |
| 23         | 1         | Der Tod ist erst der Anfang | It’s Alive                             | 14. Juni 2011        | 12. März 2013                         | Ron Lagomarsino     | I. Marlene King                      | 3,68 Mio.       |
| 24         | 2         | Trennung auf Zeit           | The Goodbye Look                       | 21. Juni 2011        | 19. März 2013                         | Norman Buckley      | Joseph Dougherty                     | 2,66 Mio.       |
| 25         | 3         | Nichts als Ärger            | My Name Is Trouble                     | 28. Juni 2011        | 26. März 2013                         | Elodie Keene        | Oliver Goldstick                     | 2,78 Mio.       |
| 26         | 4         | Dates mit Hindernissen      | Blind Dates                            | 5. Juli 2011         | 2. Apr. 2013                          | Dean White          | Charlie Craig                        | 2,42 Mio.       |
| 27         | 5         | Trügerische Hoffnung        | The Devil You Know                     | 12. Juli 2011        | 9. Apr. 2013                          | Michael Grossman    | Maya Goldsmith                       | 2,42 Mio.       |
| 28         | 6         | Schrecken ohne Ende         | Never Letting Go                       | 19. Juli 2011        | 16. Apr. 2013                         | J. Miller Tobin     | Bryan M. Holdman                     | 2,53 Mio.       |
| 29         | 7         | Spannungen                  | Surface Tension                        | 26. Juli 2011        | 23. Apr. 2013                         | Norman Buckley      | Joseph Dougherty                     | 2,36 Mio.       |
| 30         | 8         | Tiefschläge                 | Save the Date                          | 2. Aug. 2011         | 30. Apr. 2013                         | Chris Grismer       | Matt Witten                          | 2,41 Mio.       |
| 31         | 9         | Im Bilde                    | Picture This                           | 9. Aug. 2011         | 7. Mai 2013                           | Patrick Norris      | Jonell Lennon                        | 2,54 Mio.       |
| 32         | 10        | Hautnah                     | Touched by an ’A’-ngel                 | 16. Aug. 2011        | 14. Mai 2013                          | Chad Lowe           | Charlie Craig & Maya Goldsmith       | 2,30 Mio.       |
| 33         | 11        | Die Beichte                 | I Must Confess                         | 23. Aug. 2011        | 21. Mai 2013                          | Norman Buckley      | Oliver Goldstick                     | 2,63 Mio.       |
| 34         | 12        | Nur über eine Leiche        | Over My Dead Body                      | 30. Aug. 2011        | 28. Mai 2013                          | Ron Lagomarsino     | I. Marlene King                      | 2,98 Mio.       |
| 35         | 13        | Das erste Geheimnis         | The First Secret                       | 19. Okt. 2011        | 4. Juni 2013                          | Dana W. Gonzales    | I. Marlene King                      | 2,47 Mio.       |
| 36         | 14        | Viel Lärm um nichts         | Through Many Dangers, Toils and Snares | 2. Jan. 2012         | 11. Juni 2013                         | Norman Buckley      | Joseph Dougherty                     | 3,34 Mio.       |
| 37         | 15        | Ein Stückchen 'A'           | A Hot Piece of ’A’                     | 9. Jan. 2012         | 18. Juni 2013                         | Michael Grossman    | Oliver Goldstick                     | 2,95 Mio.       |
| 38         | 16        | Unter der Oberfläche        | Let the Water Hold Me Down             | 16. Jan. 2012        | 25. Juni 2013                         | Chris Grismer       | Bryan M. Holdman                     | 2,78 Mio.       |
| 39         | 17        | Schweigepflicht             | Blond Leading the Blind                | 23. Jan. 2012        | 2. Juli 2013                          | Arlene Sanford      | Charlie Craig                        | 3,17 Mio.       |
| 40         | 18        | Küss mich bevor Du Lügst    | A Kiss Before Lying                    | 30. Jan. 2012        | 9. Juli 2013                          | Wendey Stanzler     | Maya Goldsmith                       | 2,55 Mio.       |
| 41         | 19        | Die nackte Wahrheit         | The Naked Truth                        | 6. Feb. 2012         | 16. Juli 2013                         | Elodie Keene        | Oliver Goldstick & Francesca Rollins | 2,25 Mio.       |
| 42         | 20        | STRG:A                      | CTRL:A                                 | 13. Feb. 2012        | 23. Juli 2013                         | Ron Lagomarsino     | Joseph Dougherty & Lijah J. Barasz   | 2,11 Mio.       |
| 43         | 21        | Freunde und Helfer          | Breaking the Code                      | 20. Feb. 2012        | 30. Juli 2013                         | Roger Kumble        | Jonell Lennon                        | 2,54 Mio.       |
| 44         | 22        | Väter und Töchter           | Father Knows Best                      | 27. Feb. 2012        | 6. Aug. 2013                          | Chad Lowe           | Charlie Craig & Bryan M. Holdman     | 2,49 Mio.       |
| 45         | 23        | Neue Perspektiven           | Eye of the Beholder                    | 5. März 2012         | 13. Aug. 2013                         | Melanie Mayron      | Joseph Dougherty                     | 2,58 Mio.       |
| 46         | 24        | Puppenspiele                | If These Dolls Could Talk              | 12. März 2012        | 20. Aug. 2013                         | Ron Lagomarsino     | Oliver Goldstick & Maya Goldsmith    | 2,47 Mio.       |
| 47         | 25        | DemAskiert                  | UnmAsked                               | 19. März 2012        | 27. Aug. 2013                         | Lesli Linka Glatter | I. Marlene King                      | 3,69 Mio.       |

## Staffel 3
Die Erstausstrahlung der dritten Staffel war vom 5. Juni 2012 bis zum 19. März 2013 auf dem US-amerikanischen Kabelsender ABC Family zu sehen. Die deutschsprachige Erstausstrahlung sendete der deutsche Bezahlfernsehsender Glitz* vom 3. September bis zum 19. November 2013.
| Nr. (ges.) | Nr. (St.) | Deutscher Titel                     | Originaltitel                           | Erstausstrahlung USA | Deutschsprachige Erstausstrahlung (D) | Regie            | Drehbuch                             | Zuschauer (USA) |
| ---------- | --------- | ----------------------------------- | --------------------------------------- | -------------------- | ------------------------------------- | ---------------- | ------------------------------------ | --------------- |
| 48         | 1         | Es geschah in dieser Nacht          | It Happened ’That Night’                | 5. Juni 2012         | 3. Sep. 2013                          | Ron Lagomarsino  | I. Marlene King                      | 2,93 Mio.       |
| 49         | 2         | Blutrot ist das neue Schwarz        | Blood is the New Black                  | 12. Juni 2012        | 3. Sep. 2013                          | Norman Buckley   | Oliver Goldstick                     | 2,66 Mio.       |
| 50         | 3         | Sehenden Auges                      | Kingdom of the Blind                    | 19. Juni 2012        | 10. Sep. 2013                         | Chad Lowe        | Joseph Dougherty                     | 2,44 Mio.       |
| 51         | 4         | Federn lassen                       | Birds of a Feather                      | 26. Juni 2012        | 10. Sep. 2013                         | Roger Kumble     | Michael J. Cinquemani                | 2,36 Mio.       |
| 52         | 5         | Vergiftete Beziehungen              | That Girl is Poison                     | 10. Juli 2012        | 17. Sep. 2013                         | Chad Lowe        | Bryan M. Holdman                     | 2,38 Mio.       |
| 53         | 6         | Was vom Tage übrig blieb            | The Remains Of The ’A’                  | 17. Juli 2012        | 17. Sep. 2013                         | Norman Buckley   | Maya Goldsmith                       | 2,27 Mio.       |
| 54         | 7         | Verrückt                            | Crazy                                   | 24. Juli 2012        | 24. Sep. 2013                         | Patrick Norris   | Andy Reaser                          | 2,43 Mio.       |
| 55         | 8         | Geraubte Küsse                      | Stolen Kisses                           | 31. Juli 2012        | 24. Sep. 2013                         | Zetna Fuentes    | Joseph Dougherty                     | 2,22 Mio.       |
| 56         | 9         | Wahrheit oder Pflicht               | The Kahn Game                           | 7. Aug. 2012         | 1. Okt. 2013                          | Wendey Stanzler  | Lijah J. Barasz                      | 2,45 Mio.       |
| 57         | 10        | Schattenseite                       | What Lies Beneath                       | 14. Aug. 2012        | 1. Okt. 2013                          | Patrick Norris   | Jonell Lennon                        | 2,27 Mio.       |
| 58         | 11        | Weiblich, Ledig, Ängstlich sucht …  | Single Fright Female                    | 21. Aug. 2012        | 8. Okt. 2013                          | Joanna Kerns     | Oliver Goldstick & Maya Goldsmith    | 2,40 Mio.       |
| 59         | 12        | Kleine Morde unter Freunden         | The Lady Killer                         | 28. Aug. 2012        | 8. Okt. 2013                          | Ron Lagomarsino  | I. Marlene King                      | 2,98 Mio.       |
| 60         | 13        | Das Fremde im Zug                   | This is a Dark Ride                     | 23. Okt. 2012        | 15. Okt. 2013                         | Tim Hunter       | Joseph Dougherty                     | 2,85 Mio.       |
| 61         | 14        | Gute Besserung                      | She’s Better Now                        | 8. Jan. 2013         | 15. Okt. 2013                         | Wendey Stanzler  | Oliver Goldstick                     | 3,21 Mio.       |
| 62         | 15        | Mona ist zurück                     | Mona Mania                              | 15. Jan. 2013        | 22. Okt. 2013                         | Norman Buckley   | Bryan M. Holdman                     | 2,48 Mio.       |
| 63         | 16        | Mitgehangen, mitgefangen            | Misery Loves Company                    | 22. Jan. 2013        | 22. Okt. 2013                         | I. Marlene King  | I. Marlene King & Jonell Lennon      | 2,68 Mio.       |
| 64         | 17        | Vom Regen in die Traufe             | Out of the Frying Pan, Into the Inferno | 29. Jan. 2013        | 29. Okt. 2013                         | Michael Grossman | Maya Goldsmith                       | 2,85 Mio.       |
| 65         | 18        | Für mich bist Du gestorben          | Dead to Me                              | 5. Feb. 2013         | 29. Okt. 2013                         | Arlene Sanford   | Joseph Dougherty & Lijah J. Barasz   | 2,75 Mio.       |
| 66         | 19        | Mit gebrochenem Herzen              | What Becomes of the Broken-Hearted      | 12. Feb. 2013        | 5. Nov. 2013                          | Ron Lagomarsino  | Oliver Goldstick & Francesca Rollins | 2,41 Mio.       |
| 67         | 20        | Heiße Luft                          | Hot Water                               | 19. Feb. 2013        | 5. Nov. 2013                          | Chad Lowe        | Andy Reaser                          | 2,61 Mio.       |
| 68         | 21        | Aus den Augen, aus dem Sinn         | Out of Sight, Out of Mind               | 26. Feb. 2013        | 12. Nov. 2013                         | Melanie Mayron   | Jonell Lennon                        | 2,71 Mio.       |
| 69         | 22        | Kann der Kreis durchbrochen werden? | Will the Circle Be Unbroken?            | 5. März 2013         | 12. Nov. 2013                         | Ron Lagomarsino  | Joseph Dougherty                     | 2,56 Mio.       |
| 70         | 23        | Die Fäden in der Hand               | I’m Your Puppet                         | 12. März 2013        | 19. Nov. 2013                         | Oliver Goldstick | Oliver Goldstick & Maya Goldsmith    | 2,41 Mio.       |
| 71         | 24        | Ein falsches Spiel                  | A dAngerous gAme                        | 19. März 2013        | 19. Nov. 2013                         | Patrick Norris   | I. Marlene King                      | 2,87 Mio.       |

## Staffel 4
Die Erstausstrahlung der vierten Staffel war vom 11. Juni 2013 bis zum 18. März 2014 auf dem US-amerikanischen Kabelsender ABC Family zu sehen. Die deutschsprachige Erstausstrahlung sendete der deutsche Bezahlfernsehsender Glitz* vom 3. Dezember 2013 bis zum 13. Mai 2014.
| Nr. (ges.) | Nr. (St.) | Deutscher Titel                     | Originaltitel                 | Erstausstrahlung USA | Deutschsprachige Erstausstrahlung (D) | Regie            | Drehbuch                                             | Zuschauer (USA) |
| ---------- | --------- | ----------------------------------- | ----------------------------- | -------------------- | ------------------------------------- | ---------------- | ---------------------------------------------------- | --------------- |
| 72         | 1         | A steht für A-U-F-E-R-S-T-A-N-D-E-N | ’A’ is for A-l-i-v-e          | 11. Juni 2013        | 3. Dez. 2013                          | I. Marlene King  | I. Marlene King                                      | 2,97 Mio.       |
| 73         | 2         | Spuren im Sand                      | Turn of the Shoe              | 18. Juni 2013        | 10. Dez. 2013                         | Joanna Kerns     | Oliver Goldstick                                     | 2,92 Mio.       |
| 74         | 3         | Das zweite Gesicht                  | Cat’s Cradle                  | 25. Juni 2013        | 17. Dez. 2013                         | Norman Buckley   | Joseph Dougherty                                     | 2,25 Mio.       |
| 75         | 4         | Von Angesicht zu Angesicht          | Face Time                     | 2. Juli 2013         | 24. Dez. 2013                         | Norman Buckley   | Joseph Dougherty                                     | 2,16 Mio.       |
| 76         | 5         | Cicero                              | Gamma Zeta Die                | 9. Juli 2013         | 31. Dez. 2013                         | Mick Garris      | Maya Goldsmith                                       | 2,30 Mio.       |
| 77         | 6         | Die Waffen einer Frau               | Under the Gun                 | 16. Juli 2013        | 7. Jan. 2014                          | Wendey Stanzler  | Lijah J. Barasz                                      | 2,35 Mio.       |
| 78         | 7         | Mit dem Rücken zur Wand             | Crash and Burn, Girl!         | 23. Juli 2013        | 14. Jan. 2014                         | Ron Lagomarsino  | Bryan M. Holdman                                     | 2,86 Mio.       |
| 79         | 8         | Handbuch für schuldige Mädchen      | The Guilty Girl’s Handbook    | 30. Juli 2013        | 21. Jan. 2014                         | Janice Cooke     | Jan Oxenberg                                         | 2,31 Mio.       |
| 80         | 9         | Stille Gewässer                     | Into the Deep                 | 6. Aug. 2013         | 28. Jan. 2014                         | Chad Lowe        | Jonell Lennon                                        | 2,65 Mio.       |
| 81         | 10        | Das Bekannte hat viele Gesichter    | The Mirror Has Three Faces    | 13. Aug. 2013        | 4. Feb. 2014                          | Norman Buckley   | Maya Goldsmith                                       | 2,39 Mio.       |
| 82         | 11        | Einsames Cowgirl                    | Bring Down the Hoe            | 20. Aug. 2013        | 11. Feb. 2014                         | Melanie Mayron   | Oliver Goldstick & Francesca Rollins                 | 2,26 Mio.       |
| 83         | 12        | Ich sehe was, was du nicht siehst   | Now You See Me, Now You Don’t | 27. Aug. 2013        | 18. Feb. 2014                         | Norman Buckley   | I. Marlene King & Bryan M. Holdman                   | 3,33 Mio.       |
| 84         | 13        | Schöne neue Welt                    | Grave New World               | 22. Okt. 2013        | 25. Feb. 2014                         | Ron Lagomarsino  | Joseph Dougherty, Oliver Goldstick & I. Marlene King | 3,18 Mio.       |
| 85         | 14        | Grabmal einer Unbekannten           | Who’s in the Box?             | 7. Jan. 2014         | 4. März 2014                          | Chad Lowe        | Joseph Dougherty                                     | 3,17 Mio.       |
| 86         | 15        | Zwischen den Zeilen                 | Love ShAck, Baby              | 14. Jan. 2014        | 11. März 2014                         | Norman Buckley   | Lijah J. Barasz                                      | 2,39 Mio.       |
| 87         | 16        | Gefährlich nah                      | Close Encounters              | 21. Jan. 2014        | 18. März 2014                         | Arthur Anderson  | Jonell Lennon                                        | 2,63 Mio.       |
| 88         | 17        | Hüte deine Zunge                    | Bite Your Tongue              | 28. Jan. 2014        | 25. März 2014                         | Arlene Sanford   | Maya Goldsmith                                       | 2,49 Mio.       |
| 89         | 18        | Beobachtungen                       | Hot For Teacher               | 4. Feb. 2014         | 1. Apr. 2014                          | Tripp Reed       | Bryan M. Holdman                                     | 2,16 Mio.       |
| 90         | 19        | Schattenspiele                      | Shadow Play                   | 11. Feb. 2014        | 8. Apr. 2014                          | Joseph Dougherty | Joseph Dougherty                                     | 2,16 Mio.       |
| 91         | 20        | Free Fall                           | Free Fall                     | 18. Feb. 2014        | 15. Apr. 2014                         | Melanie Mayron   | Maya Goldsmith                                       | 2,56 Mio.       |
| 92         | 21        | Kontrollverlust                     | She’s Come Undone             | 25. Feb. 2014        | 22. Apr. 2014                         | Chad Lowe        | Jonell Lennon                                        | 2,17 Mio.       |
| 93         | 22        | Rückendeckung                       | Cover For Me                  | 4. März 2014         | 29. Apr. 2014                         | Michael Grossman | Bryan M. Holdman                                     | 2,06 Mio.       |
| 94         | 23        | Bis dass der Tod uns scheidet       | Unbridled                     | 11. März 2014        | 6. Mai 2014                           | Oliver Goldstick | Oliver Goldstick & Maya Goldsmith                    | 1,95 Mio.       |
| 95         | 24        | A steht für Antwort                 | A is for Answers              | 18. März 2014        | 13. Mai 2014                          | I. Marlene King  | I. Marlene King                                      | 3,12 Mio.       |

## Staffel 5
Die Erstausstrahlung der fünften Staffel war vom 10. Juni 2014 bis zum 24. März 2015 auf dem US-amerikanischen Kabelsender ABC Family zu sehen.
| Nr. (ges.) | Nr. (St.) | Deutscher Titel                             | Originaltitel                               | Erstausstrahlung USA | Deutschsprachige Erstausstrahlung (D) | Regie            | Drehbuch                             | Zuschauer (USA) |
| ---------- | --------- | ------------------------------------------- | ------------------------------------------- | -------------------- | ------------------------------------- | ---------------- | ------------------------------------ | --------------- |
| 96         | 1         | Flucht aus New York                         | EscApe From New York                        | 10. Juni 2014        | 13. Jan. 2015                         | Norman Buckley   | I. Marlene King                      | 2,72 Mio.       |
| 97         | 2         | Das Karussell dreht sich wieder             | Whirly Girlie                               | 17. Juni 2014        | 20. Jan. 2015                         | Joanna Kerns     | Oliver Goldstick                     | 2,16 Mio.       |
| 98         | 3         | Nachbeben                                   | Surfing the Aftershocks                     | 24. Juni 2014        | 27. Jan. 2015                         | Chad Lowe        | Joseph Doughert                      | 2,28 Mio.       |
| 99         | 4         | Aus der Bahn geworfen                       | Thrown From The Ride                        | 1. Juli 2014         | 3. Feb. 2015                          | Janice Cooke     | Maya Goldsmith                       | 2,13 Mio.       |
| 100        | 5         | Habt ihr mich vermisst?                     | Miss Me x 100                               | 8. Juli 2014         | 10. Feb. 2015                         | Norman Buckley   | I. Marlene King                      | 2,25 Mio.       |
| 101        | 6         | Lauf, Ali, Lauf                             | Run, Ali, Run                               | 15. Juli 2014        | 17. Feb. 2015                         | Norman Buckley   | Jonell Lennon                        | 2,13 Mio.       |
| 102        | 7         | Von Lämmern und Ratten                      | The Silence of E. Lamb                      | 22. Juli 2014        | 24. Feb. 2015                         | Joshua Butler    | Bryan M. Holdman                     | 2,06 Mio.       |
| 103        | 8         | Schrei für mich                             | Scream For Me                               | 29. Juli 2014        | 3. März 2015                          | Bethany Rooney   | Oliver Goldstick & Maya Goldsmith    | 1,80 Mio.       |
| 104        | 9         | Fremde Hilfe                                | March of Crimes                             | 5. Aug. 2014         | 10. März 2015                         | Chad Lowe        | Oliver Goldstick & Maya Goldsmith    | 2,05 Mio.       |
| 105        | 10        | Im Alleingang                               | A Dark Ali                                  | 12. Aug. 2014        | 17. März 2015                         | Arlene Sanford   | Lijah J. Barasz                      | 2,05 Mio.       |
| 106        | 11        | Ungeliebt und missverstanden                | No One Here Can Love or Understand Me       | 19. Aug. 2014        | 24. März 2015                         | Larry Reibman    | Joseph Dougherty                     | 1,80 Mio.       |
| 107        | 12        | Schweigen wie ein Grab                      | Taking This One to the Grave                | 26. Aug. 2014        | 31. März 2015                         | Ron Lagomarsino  | I. Marlene King                      | 2,29 Mio.       |
| 108        | 13        | Eine Weihnachtsgeschichte                   | How the ’A’ Stole Christmas                 | 9. Dez. 2014         | 7. Apr. 2015                          | I. Marlene King  | I. Marlene King & Kyle Bown          | 2,09 Mio.       |
| 109        | 14        | Schatten hinter dunklem Glas                | Through a Glass, Darkly                     | 6. Jan. 2015         | 14. Apr. 2015                         | Chad Lowe        | Joseph Dougherty & Lijah J. Barasz   | 2,01 Mio.       |
| 110        | 15        | Frischfleisch                               | Fresh Meat                                  | 13. Jan. 2015        | 21. Apr. 2015                         | Zetna Fuentes    | Oliver Goldstick & Maya Goldsmith    | 2,02 Mio.       |
| 111        | 16        | Auf dem Pulverfass                          | Over a Barrel                               | 20. Jan. 2015        | 28. Apr. 2015                         | Michael Grossman | Bryan M. Holdman                     | 1,72 Mio.       |
| 112        | 17        | Das Lager der Pandora                       | The Bin of Sin                              | 27. Jan. 2015        | 5. Mai 2015                           | Tripp Reed       | Jonell Lennon                        | 2,00 Mio.       |
| 113        | 18        | Perpetuum Mobile                            | Oh, What Hard Luck Stories They All Hand Me | 3. Feb. 2015         | 12. Mai 2015                          | Joseph Dougherty | Joseph Dougherty                     | 1,80 Mio.       |
| 114        | 19        | Fleckenteufel                               | Out, Damned Spot                            | 10. Feb. 2015        | 19. Mai 2015                          | Nzingha Stewart  | Lijah J. Barasz                      | 1,77 Mio.       |
| 115        | 20        | Hübsch sein ist nicht alles                 | Pretty Isn’t The Point                      | 17. Feb. 2015        | 26. Mai 2015                          | Melanie Mayron   | Oliver Goldstick & Francesca Rollins | 2,05 Mio.       |
| 116        | 21        | Bis auf's Blut                              | Bloody Hell                                 | 24. Feb. 2015        | 2. Juni 2015                          | Arlene Sanford   | Maya Goldsmith                       | 1,58 Mio.       |
| 117        | 22        | Deal oder kein Deal, das ist hier die Frage | To Plea Or Not To Plea                      | 3. März 2015         | 9. Juni 2015                          | Arthur Anderson  | Jonell Lennon                        | 1,49 Mio.       |
| 118        | 23        | Das alte Lied                               | The Melody Lingers On                       | 10. März 2015        | 16. Juni 2015                         | Roger Kumble     | Joseph Dougherty                     | 1,74 Mio.       |
| 119        | 24        | Gute Zeugen, schlechte Zeugen               | I’m a Good Girl, I Am                       | 17. März 2015        | 23. Juni 2015                         | Oliver Goldstick | Oliver Goldstick & Maya Goldsmith    | 1,70 Mio.       |
| 120        | 25        | Willkommen im Puppenhaus                    | Welcome to the Dollhouse                    | 24. März 2015        | 30. Juni 2015                         | Ron Lagomarsino  | I. Marlene King                      | 2,65 Mio.       |

## Staffel 6
Die Erstausstrahlung der sechsten Staffel war vom 2. Juni 2015 bis zum 15. März 2016 auf dem US-amerikanischen Kabelsender ABC Family (seit 2016 Freeform) zu sehen. Die deutschsprachige Erstausstrahlung sendet der deutsche Bezahlfernsehsender TNT Glitz seit dem 12. Januar 2016.
| Nr. (ges.) | Nr. (St.) | Deutscher Titel                   | Originaltitel               | Erstausstrahlung USA | Deutschsprachige Erstausstrahlung (D) | Regie               | Drehbuch                             | Zuschauer (USA) |
| ---------- | --------- | --------------------------------- | --------------------------- | -------------------- | ------------------------------------- | ------------------- | ------------------------------------ | --------------- |
| 121        | 1         | Spielst du mit?                   | Game On, Charles            | 2. Juni 2015         | 12. Jan. 2016                         | Chad Lowe           | I. Marlene King & Lijah J. Barasz    | 2,38 Mio.       |
| 122        | 2         | Gefangen in Freiheit              | Songs of Innocence          | 9. Juni 2015         | 19. Jan. 2016                         | Norman Buckley      | Joseph Dougherty                     | 2,13 Mio.       |
| 123        | 3         | Geliebte Lügen                    | Songs of Experience         | 16. Juni 2015        | 26. Jan. 2016                         | Norman Buckley      | Joseph Dougherty                     | 1,74 Mio.       |
| 124        | 4         | Die Wahrheit begraben             | Don’t Look Now              | 23. Juni 2015        | 2. Feb. 2016                          | Arlene Sanford      | Jonell Lennon                        | 1,84 Mio.       |
| 125        | 5         | Offenbarung                       | She’s No Angel              | 30. Juni 2015        | 9. Feb. 2016                          | Michael Grossman    | Oliver Goldstick & Maya Goldsmith    | 1,80 Mio.       |
| 126        | 6         | Unter jedem Stein …               | No Stone Unturned           | 14. Juli 2015        | 16. Feb. 2016                         | Chad Lowe           | Oliver Goldstick & Maya Goldsmith    | 1,70 Mio.       |
| 127        | 7         | Geschwisterdiebe                  | O Brother, Where Art Thou   | 21. Juli 2015        | 23. Feb. 2016                         | Bethany Rooney      | Lijah J. Barasz                      | 1,77 Mio.       |
| 128        | 8         | Aufgehängt                        | FrAmed                      | 28. Juli 2015        | 1. März 2016                          | Larry Reibman       | Bryan M. Holdman                     | 1,58 Mio.       |
| 129        | 9         | Ein letzter Tanz                  | Last Dance                  | 4. Aug. 2015         | 8. März 2016                          | Janice Cooke        | Oliver Goldstick & Francesca Rollins | 2,03 Mio.       |
| 130        | 10        | Game Over                         | Game Over, Charles          | 11. Aug. 2015        | 15. März 2016                         | I. Marlene King     | I. Marlene King                      | 3,09 Mio.       |
| 131        | 11        | Wieder einmal in Rosewood         | Of Late I Think of Rosewood | 12. Jan. 2016        | 22. März 2016                         | Ron Lagomarsino     | Joseph Dougherty                     | 2,25 Mio.       |
| 132        | 12        | Charlottes Netz                   | Charlotte’s Web             | 19. Jan. 2016        | 29. März 2016                         | Joanna Kerns        | Jonell Lennon & Lijah J. Barasz      | 1,66 Mio.       |
| 133        | 13        | Die Handschuhe im Spiel haben     | The Gloves Are On           | 26. Jan. 2016        | 5. Apr. 2016                          | Kimberly McCullough | Maya Goldsmith                       | 1,65 Mio.       |
| 134        | 14        | Neue Männer, neue Lügen           | New Guys, New Lies          | 2. Feb. 2016         | 12. Apr. 2016                         | Zetna Fuentes       | Kyle Bown & Kateland Brown           | 1,39 Mio.       |
| 135        | 15        | Bitte nicht stören!               | Do Not Disturb              | 9. Feb. 2016         | 19. Apr. 2016                         | Melanie Mayron      | Bryan M. Holdman                     | 1,22 Mio.       |
| 136        | 16        | Was auf uns wartet                | Where Somebody Waits For Me | 16. Feb. 2016        | 26. Apr. 2016                         | Joseph Dougherty    | Joseph Dougherty                     | 1,36 Mio.       |
| 137        | 17        | Jeder hat sein Päckchen zu tragen | We’ve All Got Baggage       | 23. Feb. 2016        | 3. Mai 2016                           | Paula Hunziker      | Oliver Goldstick                     | 1,27 Mio.       |
| 138        | 18        | Es wird heißer                    | Burn This                   | 1. März 2016         | 10. Mai 2016                          | Arthur Anderson     | Maya Goldsmith                       | 1,15 Mio.       |
| 139        | 19        | Hast du mich vermisst?            | Did You Miss Me?            | 8. März 2016         | 17. Mai 2016                          | Roger Kumble        | Joseph Dougherty                     | 1,26 Mio.       |
| 140        | 20        | Die Zeit läuft ab                 | Hush Hush, Sweet Liars      | 15. März 2016        | 24. Mai 2016                          | Ron Lagomarsino     | I. Marlene King                      | 1,19 Mio.       |

## Staffel 7
Im Juni 2014 verlängerte der Kabelsender ABC Family die Serie um eine siebte Staffel, die am 21. Juni 2016 Premiere hatte. Die deutschsprachige Erstausstrahlung sendete der deutsche Bezahlfernsehsender TNT Glitz vom 21. Dezember 2016 bis zum 6. August 2017. Ende Oktober 2014 verkündete Lucy Hale in einem Interview, dass die Serie mit der siebten Staffel zu einem Ende kommen soll.
| Nr. (ges.) | Nr. (St.) | Deutscher Titel               | Originaltitel                      | Erstausstrahlung USA | Deutschsprachige Erstausstrahlung (D) | Regie               | Drehbuch                                                                  | Zuschauer (USA) |
| ---------- | --------- | ----------------------------- | ---------------------------------- | -------------------- | ------------------------------------- | ------------------- | ------------------------------------------------------------------------- | --------------- |
| 141        | 1         | Ticktack, ihr Schlampen       | Tick-Tock, Bitches                 | 21. Juni 2016        | 21. Dez. 2016                         | Ron Lagomarsino     | I. Marlene King                                                           | 1,43 Mio.       |
| 142        | 2         | Wahnsinn                      | Bedlam                             | 28. Juni 2016        | 28. Dez. 2016                         | Tawnia McKiernan    | Joseph Dougherty                                                          | 1,24 Mio.       |
| 143        | 3         | Der talentierte Mr. Rollins   | The Talented Mr. Rollins           | 5. Juli 2016         | 4. Jan. 2017                          | Zetna Fuentes       | Jonell Lennon                                                             | 1,12 Mio.       |
| 144        | 4         | Alles sauber                  | Hit and Run, Run, Run              | 12. Juli 2016        | 11. Jan. 2017                         | Michael Goi         | Maya Goldsmith                                                            | 1,26 Mio.       |
| 145        | 5         | Und dann kam Mary             | Along Comes Mary                   | 19. Juli 2016        | 18. Jan. 2017                         | Norman Buckley      | Bryan M. Holdman                                                          | 1,17 Mio.       |
| 146        | 6         | Tod oder lebendig             | Wanted: Dead or Alive              | 2. Aug. 2016         | 25. Jan. 2017                         | Bethany Rooney      | Lijah J. Barasz                                                           | 1,10 Mio.       |
| 147        | 7         | GAngster                      | Original G’A’ngsters               | 9. Aug. 2016         | 1. Feb. 2017                          | Melanie Mayron      | Kateland Brown                                                            | 1,16 Mio.       |
| 148        | 8         | Ex-Akten                      | Exes and OMGs                      | 16. Aug. 2016        | 8. Feb. 2017                          | Kimberly McCullough | Charlie Craig                                                             | 1,11 Mio.       |
| 149        | 9         | Der Zorn des Kahn             | The Wrath of Kahn                  | 23. Aug. 2016        | 15. Feb. 2017                         | Chad Lowe           | Jonell Lennon                                                             | 1,09 Mio.       |
| 150        | 10        | Die Rache ist mein            | The Darkest Knight                 | 30. Aug. 2016        | 22. Feb. 2017                         | Arlene Sanford      | I. Marlene King & Maya Goldsmith                                          | 1,33 Mio.       |
| 151        | 11        | Spielzeit                     | Playtime                           | 18. Apr. 2017        | 11. Juni 2017                         | Chad Lowe           | Allyson Nelson & Joseph Dougherty                                         | 1,33 Mio.       |
| 151        | 12        | Große und kleine Biester      | These Boots Were Made For Stalking | 25. Apr. 2017        | 11. Juni 2017                         | Ron Lagomarsino     | Oliver Goldstick                                                          | 0,915 Mio.      |
| 153        | 13        | Hold Your Piece               | Hold Your Piece                    | 2. Mai 2017          | 18. Juni 2017                         | Marta Cunningham    | Bryan M. Holdman                                                          | 0,856 Mio.      |
| 154        | 14        | Machtspiel                    | Power Play                         | 9. Mai 2017          | 25. Juni 2017                         | Roger Kumble        | Lijah J. Barasz                                                           | 0,911 Mio.      |
| 155        | 15        | In the Eye Abides the Heart   | In the Eye Abides the Heart        | 23. Mai 2017         | 2. Juli 2017                          | Troian Bellisario   | Joseph Dougherty                                                          | 0,851 Mio.      |
| 156        | 16        | Der Handschuh an der Wiege    | The Glove That Rocks The Cradle    | 30. Mai 2017         | 9. Juli 2017                          | Paula Hunziker      | Maya Goldsmith                                                            | 0,900 Mio.      |
| 157        | 17        | Miss Crazy und ihr Chauffeur  | Driving Miss Crazy                 | 6. Juni 2017         | 16. Juli 2017                         | Oliver Goldstick    | Oliver Goldstick & Francesca Rollins                                      | 0,966 Mio.      |
| 158        | 18        | Wählt oder verliert           | Choose or Lose                     | 13. Juni 2017        | 23. Juli 2017                         | Norman Buckley      | Charlie Craig                                                             | 0,961 Mio.      |
| 159        | 19        | Leb wohl, meine Teure         | Farewell, My Lovely                | 20. Juni 2017        | 30. Juli 2017                         | Joseph Dougherty    | Joseph Dougherty                                                          | 0,830 Mio.      |
| 160        | 20        | Bis dass der Tod uns scheidet | Till DeAth Do Us PArt              | 27. Juni 2017        | 6. Aug. 2017                          | I. Marlene King     | Story: I. Marlene King & Kyle Bown Buch: I. Marlene King & Maya Goldsmith | 1,406 Mio.      |